# Dacnusa heringi
Dacnusa heringi är en stekelart som beskrevs av Griffiths 1967. Dacnusa heringi ingår i släktet Dacnusa och familjen bracksteklar. Inga underarter finns listade i Catalogue of Life.